# Thecideida
Thecideida is een orde van de armpotigen (Brachiopoda) uit de klasse Rhynchonellata. Ze worden gekenmerkt door hun geringe afmetingen en gewoonte van het opmetselen van hun ventrale kleppen op harde ondergronden, zoals schelpen, stenen en carbonaatachtige harde ondergrond. Ze komen voor sinds het Trias en komen tegenwoordig algemeen voor.

## Taxonomie
De orde is als volgt onderverdeeld:
- Superfamilie Thecideoidea Gray,1840[5]
  - Familie Bactryniidae  †
  - Familie Enallothecideidae  †
  - Familie Thecideidae
    - Onderfamilie Lacazellinae Backhaus, 1959
      - Geslacht Lacazella Munier-Chalmas, 1880[6]
      - Geslacht Ospreyella Lüter & Wörheide in Lüter, Wörheide & Reitner, 2003[7]
      - Geslacht Pajaudina Logan, 1988[8]

  - Familie Thecidellinidae Elliott, 1958[1]
    - Onderfamilie Thecidellinae Elliott, 1953[9]
      - Geslacht Kakanuiella Lee & Robinson, 2003[10]
      - Geslacht Minutella Hoffmann & Lüter, 2010[11]
      - Geslacht Thecidellina Thomson, 1915[12]
- Superfamilie Thecospiroidea
  - Familie Hungarithecidae  †
  - Familie Thecospirellidae  †
  - Familie Thecospiridae  †